# Безыменское сельское поселение
Безыме́нское се́льское поселе́ние — упразднённое муниципальное образование в составе Грайворонского района Белгородской области Российской Федерации.
Административный центр — село Безымено.
19 апреля 2018 года упразднено при преобразовании Грайворонского района в Грайворонский городской округ.

## История
Безыменское сельское поселение образовано 20 декабря 2004 года в соответствии с Законом Белгородской области № 159.

## Население
| 2010 | 2011 | 2012 | 2013 | 2014 | 2015 | 2016 |
| ---- | ---- | ---- | ---- | ---- | ---- | ---- |
| 841  | ↘837 | ↘814 | ↘813 | ↘805 | ↗807 | ↘794 |
| 2017 | 2018 |      |      |      |      |      |
| ↗804 | ↗805 |      |      |      |      |      |

## Достопримечательности
На территории Безыменского сельского поселении  расположен пруд «Сельский», где  сделана прекрасная зона отдыха, на территории которой есть беседка, имеется родник, в котором можно набрать чистой родниковой воды. Расстояние от зоны отдыха до дороги  - 300 метров.

## Состав сельского поселения
| № | Населённый пункт | Тип населённого пункта       | Население |
| - | ---------------- | ---------------------------- | --------- |
| 1 | Безымено         | село, административный центр | ↗805      |